# 福莱勒
福莱勒（法語：Forel）是瑞士联邦西部法语区的沃州下设的一个镇。在行政上属于拉沃-奥龙区管辖。福莱勒的总面积为18.51平方公里。截至2010年底，总人口为1,947。

## 地理
格勒内河（le Grenet）发源于境內。